# Charles Ingabire
Charles Ingabire, assassiné le 1er décembre 2011 à Kampala, est un journaliste rwandais.
« Rescapé du génocide de 1994 »,, il travaille à Kigali pour l'hebdomadaire d'opposition Umoco, qui est par la suite interdit de publication. En 2007, il s'installa à Kampala (en Ouganda), où il travaille comme correspondant de l'hebdomadaire rwandais Umuvugizi. Il fonde en outre le site web d'informations Inyenyeri News, « très critique du gouvernement rwandais » de Paul Kagame. Il obtient le statut de réfugié en Ouganda.
En octobre 2011, il est agressé par des hommes qui lui ordonnent de fermer son site web. Après deux semaines d'hospitalisation, il poursuit son travail. Le 1er décembre 2011, vers deux heures du matin, il est abattu de deux balles dans l'abdomen par « de multiples assaillants » devant un bar dans la banlieue de Kampala, à l'âge de 32 ans,.
Des opposants au gouvernement mettent en rapport le meurtre d'Ingabire et ceux d'André Kagwa Rwisereka (homme politique) et Jean-Léonard Rugambage (journaliste), tous deux très critiques envers le gouvernement Kagame et assassinés en 2010. Pour Human Rights Watch, cet assassinat « s’inscrit dans un schéma de répression de journalistes indépendants, de membres de partis d'opposition et de militants de la société civile au Rwanda déjà bien documenté ». Le gouvernement rwandais nie toute implication, et décrit Ingabire comme un escroc échappé de prison en 2006 après avoir été condamné pour détournement de fonds. Kigali affirme qu'Ingabire a également volé à des orphelins et à une organisation de survivants du génocide, et qu'il « a probablement été tué pour cette raison ».